# Ван Юйчен
Ван Юйчен (王禹偁, 954 — 1001) — китайський поет часів династії Сун.

## Життєпис
Народився у 954 році у м. Цзюйе (сучасна провінція Шаньдун). Походив з селянської родини. Вже в 5 років став складати вірші. У 983 році склав провінційні іспити. У 988 році був покликаний до столиці Кайфен імператором Тай-цзуном. Незабаром був зарахований до академії Ханлінь. Втім внаслідок критики виликопосадовців Вай Юйчен зазнав гонінь: його тричі — 991 та 998 роках — його понижували в посадах й спрямовували у віддалені південні провінції. У 1001 році його призначили до Цічжоу, але через декілька місяців по приїзді Ван Юйчен сконав.

## Творчість
Був продовжувачем традицій Ду Фу і Бо Цзюй-і. Він добре знав життя народу і оспівував у своїх віршах нелегку працю селян, які випалювали гірські ліси для нових полів (поема «Пісні про випалені ліси»), гірку долю жебраків біженців і важку солдатську службу на дальній межі («Дивлюсь на сніг», «Почуття при вигляді біженців»). Порівнюючи з життям народу своє життя чиновника, який «не зорав жодного му землі, ніколи не тримав у руках стріли», але живе в теплі і в достатку, поет відчуває глибокий сором за себе і свій суспільний стан.